# Metro Detroit
| Karte                                                       | Karte                                                                             |
| ----------------------------------------------------------- | --------------------------------------------------------------------------------- |
| Satellitenaufnahme der Metropolregion Detroit               |                                                                                   |
| Detroit–Ann Arbor–Flint - Combined Statistical Area -       |                                                                                   |
| Fläche:                                                     | 15.060,1 km²                                                                      |
| Einwohner:                                                  | 5.218.852                                                                         |
| Bevölkerungsdichte:                                         | 346,5 pro km²                                                                     |
| Countys:                                                    | Wayne, Oakland, Macomb, Lapeer, Livingston, St. Clair, Genesee, Monroe, Washtenaw |
| Detroit–Warren–Livonia ("Metro Detroit") - Metropolregion - |                                                                                   |
| Fläche:                                                     | 10.137,4 km²                                                                      |
| Einwohner:                                                  | 4.296.250                                                                         |
| Bevölkerungsdichte:                                         | 423,8 pro km²                                                                     |
| Countys:                                                    | Wayne, Oakland, Macomb, Lapeer, Livingston, St. Clair                             |
| Detroit Tri-County Area - Urbanized Area -                  |                                                                                   |
| Fläche:                                                     | 5.094,8                                                                           |
| Einwohner:                                                  | 3.863.924                                                                         |
| Bevölkerungsdichte:                                         | 758,4 pro km²                                                                     |
| Countys:                                                    | Wayne, Oakland, Macomb                                                            |

Als Metro Detroit wird die Metropolregion um Detroit bezeichnet. Sie umfasst den Südosten des US-amerikanischen Bundesstaates Michigan und bildet gemeinsam mit der am östlichen Ufer des Detroit River liegenden kanadischen Stadt Windsor und ihrem Umland die gemeinsame internationale Stadtregion Detroit–Windsor.
Metro Detroit ist nach der Metropolregion Chicago und der Greater Toronto Area die drittgrößte Metropolregion im Gebiet der Großen Seen. Zum Zeitpunkt der Volkszählung von 2020 hatte das Gebiet 4.392.041 Einwohner.
Die wichtigsten Städte der Region neben Detroit sind Dearborn, Livonia, Sterling Heights und Warren. 
Die Segregation entlang rassischer Gruppen ist in der Metro Detroit stärker als in allen anderen Metropolregionen der USA.

## Definition
Den Kern der Metropolregion bilden das Wayne, das Oakland und das Macomb County. Diese Region wird umgangssprachlich auch als Detroit Tri–County Area bezeichnet.
Gemäß dem Office of Management and Budget besteht die eigentliche Metropolregion aus den drei Countys der Detroit Tri County Area, zu denen noch das Lapeer, das Livingston und das St. Clair County hinzu kommen. Gemeinsam bilden diese sechs Countys die sogenannte Detroit–Warren–Dearborn, MI Metropolitan Statistical Area.
Zusätzlich werden insgesamt neun Countys zu einer Combined Statistical Area (CSA) zusammengefasst. Diese besteht aus den sechs Countys der Region Detroit–Warren–Dearborn, zu denen dann noch das Genesee, das Monroe und das Washtenaw County hinzugezählt werden. Alle neun Countys bilden die Region Detroit–Ann Arbor–Flint. Das Lenawee County, das ursprünglich auch zu dieser Region gehörte, wird seit dem Jahr 2000 nicht mehr dazugezählt.

## Gliederung

### Countys
Metro Detroit besteht aus sechs Countys (orange und gelb), die Stadtregion um Detroit aus drei Countys (orange) und die Combined Statistical Area aus neun Countys (orange, gelb, beige):
| 1 2 3 4 5 6 7 8 9 1 - Wayne County 2 - Oakland County 3 - Macomb County 4 - Lapeer County 5 - Livingston County 6 - St. Clair County 7 - Genesee County 8 - Monroe County 9 - Washtenaw County Detroit Tri–County Area, MSA Detroit–Warren–Livonia (Metro Detroit) und CSA Detroit–Ann Arbor–Flint | \| County \| Einwohner (Zensus 2000) \| Einwohner (Zensus 2010)[5] \| Änderung \| Fläche in km² \| Einwohner pro km² \| \| ----------------------- \| ----------------------- \| -------------------------- \| -------- \| ------------- \| ----------------- \| \| Wayne County[6] \| 2.061.162 \| 1.820.584 \| −6,6 % \| 1.590,6 \| 1.144,6 \| \| Oakland County[7] \| 1.194.156 \| 1.202.362 \| 1,0 % \| 2.259,8 \| 532,1 \| \| Macomb County[8] \| 788.149 \| 840.978 \| 5,5 % \| 1.244,3 \| 675,8 \| \| Detroit Tri-County Area \| 4.043.467 \| 3.863.924 \| -2,0 % \| 5.094,8 \| 758,4 \| \| Lapeer County[9] \| 87.904 \| 88.319 \| 2,4 % \| 1.694,4 \| 52,1 \| \| Livingston County[10] \| 156.951 \| 180.967 \| 16,7 % \| 1.472,1 \| 122,9 \| \| St. Clair County[11] \| 164.235 \| 163.040 \| 2,0 % \| 1.876,1 \| 86,9 \| \| Detroit–Warren–Livonia \| 4.452.557 \| 4.296.250 \| -1,1 % \| 10.137,4 \| 423,8 \| \| Genesee County[12] \| 436.141 \| 425.790 \| −2,8 % \| 1.656,7 \| 257,0 \| \| Monroe County[13] \| 145.945 \| 152.021 \| 4,6 % \| 1.427,3 \| 106,5 \| \| Washtenaw County[14] \| 322.895 \| 344.791 \| 7,6 % \| 1.838,7 \| 187,5 \| \| Detroit–Ann Arbor–Flint \| 5.357.538 \| 5.218.852 \| -0,6 % \| 15.060,1 \| 346,5 \| |                         |          |               |                   |
| County | Einwohner (Zensus 2000) | Einwohner (Zensus 2010) | Änderung | Fläche in km² | Einwohner pro km² |
| Wayne County | 2.061.162 | 1.820.584               | −6,6 %   | 1.590,6       | 1.144,6           |
| Oakland County | 1.194.156 | 1.202.362               | 1,0 %    | 2.259,8       | 532,1             |
| Macomb County | 788.149 | 840.978                 | 5,5 %    | 1.244,3       | 675,8             |
| Detroit Tri-County Area | 4.043.467 | 3.863.924               | -2,0 %   | 5.094,8       | 758,4             |
| Lapeer County | 87.904 | 88.319                  | 2,4 %    | 1.694,4       | 52,1              |
| Livingston County | 156.951 | 180.967                 | 16,7 %   | 1.472,1       | 122,9             |
| St. Clair County | 164.235 | 163.040                 | 2,0 %    | 1.876,1       | 86,9              |
| Detroit–Warren–Livonia | 4.452.557 | 4.296.250               | -1,1 %   | 10.137,4      | 423,8             |
| Genesee County | 436.141 | 425.790                 | −2,8 %   | 1.656,7       | 257,0             |
| Monroe County | 145.945 | 152.021                 | 4,6 %    | 1.427,3       | 106,5             |
| Washtenaw County | 322.895 | 344.791                 | 7,6 %    | 1.838,7       | 187,5             |
| Detroit–Ann Arbor–Flint | 5.357.538 | 5.218.852               | -0,6 %   | 15.060,1      | 346,5             |

### Kommunen in der Region Metro Detroit

#### Kernstadt
- Detroit

#### Über 100.000 Einwohner
- Sterling Heights
- Warren

#### Über 50.000 Einwohner
| - Dearborn - Dearborn Heights - Farmington Hills | - Livonia - Novi - Pontiac | - Rochester Hills - Royal Oak - Southfield | - St. Clair Shores - Taylor - Troy |

#### Über 20.000 Einwohner
| - Roseville - Lincoln Park - Eastpointe | - Port Huron - Oak Park - Madison Heights | - Southgate - Garden City - Inkster | - Allen Park - Wyandotte - Romulus | - Ferndale - Hamtramck - Auburn Hills |

## Nachbarregionen
Metro Detroit wird im Osten durch den Detroit River begrenzt, der die Grenze zur kanadischen Provinz Ontario bildet. Dort schließt sich nahtlos das Ballungsgebiet um die Stadt Windsor an die Region Metro Detroit an. Im Jahr 2006 hatte die Metropolregion Windsor 323.342 Einwohner.
Südwestlich von Metro Detroit liegt am Westufer des Eriesees die Metropolregion um die im benachbarten Ohio gelegene Stadt Toledo.
Metro Detroit strahlt stark in das Umland aus. Dieses ist verhältnismäßig dicht besiedelt und so leben geschätzt rund 46 Millionen Menschen in einem Umkreis von 300 Meilen (480 km) um Detroit. Metro Detroit liegt im Zentrum der Great Lakes Megapolis, auch Chipitts genannt.